# Sanguñedo (Forcarey)
Sanguñedo es un pueblo de la parroquia de Magdanela de Montes, en el ayuntamiento de Forcarey, en la provincia de Pontevedra. En el año 2007 tenía 84 habitantes (36 hombres y 48 mujeres), 3 menos que en el año 2006.

## Lugares de Magdalena de Montes
| Lugares de la parroquia de Magdalena de Montes en el ayuntamiento de Forcarey (provincia de Pontevedra)                      |
| --- |
| Ameixeiras \| Os Codesás \| A Graña \| A Madalena \| San Xusto \| Sanguñedo \| Soutelo de Montes \| Trasdomonte \| Ventosela |

- Datos: Q12399887